# Diamide anthranilique
Les diamides anthraniliques, ou anthranilamides, sont une famille d'insecticides au mode d'action unique très toxique pour les insectes. Ils agissent en activant les récepteurs de ryanodine (RyR), libérant le calcium stocké dans les fibres musculaires, ce qui perturbe la régulation de la contraction musculaire et entraîne rapidement la paralysie et la mort des insectes.
Les diamides anthraniliques peuvent affecter les mêmes récepteurs chez les mammifères dans des proportions moins importantes, les conséquences pour l'organisme de ces perturbations des récepteurs RyR sont peu connues.
Ces composés constituent le groupe 28 du classement des insecticides par mode d’action établi par l'Insecticide Resistance Action Committee (Comité d'action contre la résistance aux insecticides).